# Waterlow Park
Waterlow Park est parc de 11 hectares situé dans le sud-est de Highgate, au nord de Londres.  Il a été donné au public (à savoir au London County Council  ) par Sydney Waterlow, comme "un jardin pour les sans jardin" en 1889.

## Description
Le parc est situé sur la colline de Highgate et offre une vue sur la City de Londres. Il compte trois étangs tous alimentés par des sources naturelles . La terre est aménagée en jardins depuis le XVIIe siècle et contient de nombreux arbres matures. 
Lauderdale House, située en bordure du parc, est utilisée comme salon de thé, pour des réceptions et des manifestations artistiques et est entourée de jardins à la française. C'est une maison à colombages très ancienne et très modifiée, datant du XVIe siècle. Rien à l'intérieur n'est dans son état original. C'était la maison du tristement célèbre comte (futur duc) de Lauderdale au XVIIe siècle. Il existe une tradition locale selon laquelle Nell Gwyn, la maîtresse du roi Charles II, y aurait vécu plus tard.  
Le poète Andrew Marvell vivait dans une autre maison voisine qui se trouvait autrefois dans les limites du parc. Un de ses poèmes est affiché sur une plaque de bronze dans le parc. Une autre maison autrefois située dans le parc était celle de l'architecte Sir James Pennethorne. 

Le parc a subi des années de négligence et de vandalisme, mais a été restauré grâce à une subvention du Heritage Lottery Fund. Il a rouvert ses portes en 2005 et est maintenant géré par le London Borough of Camden.

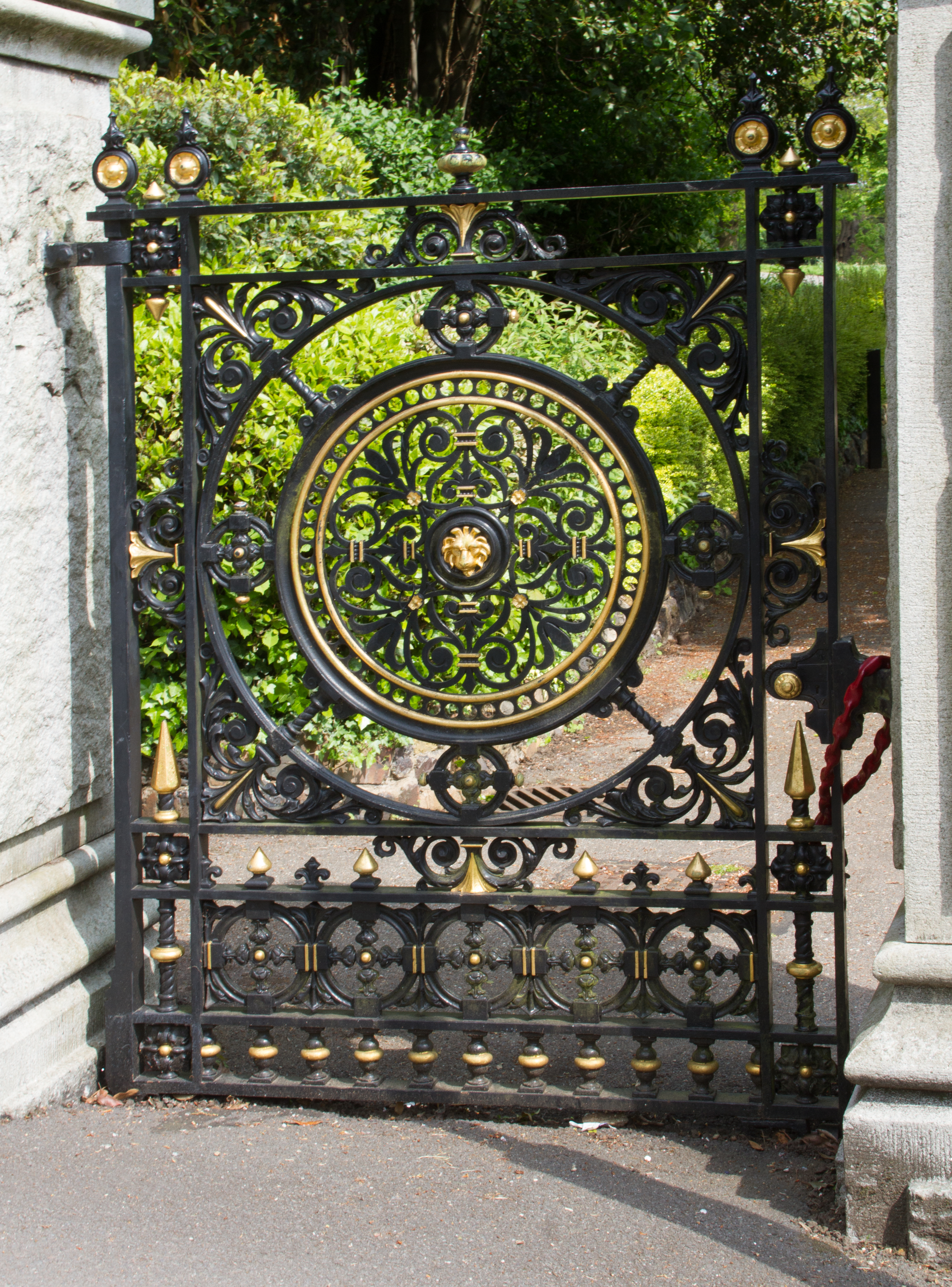
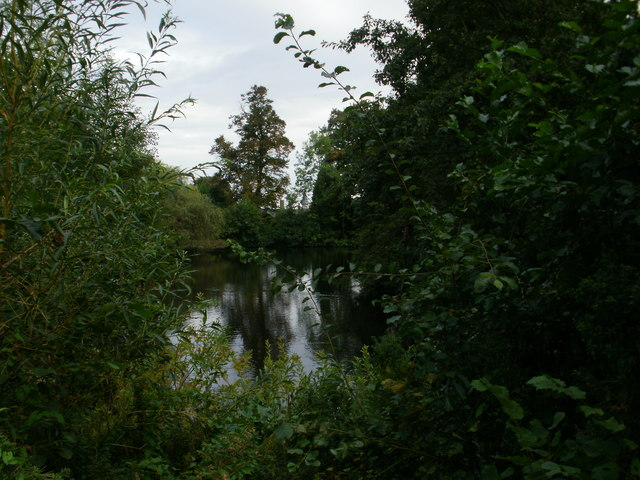
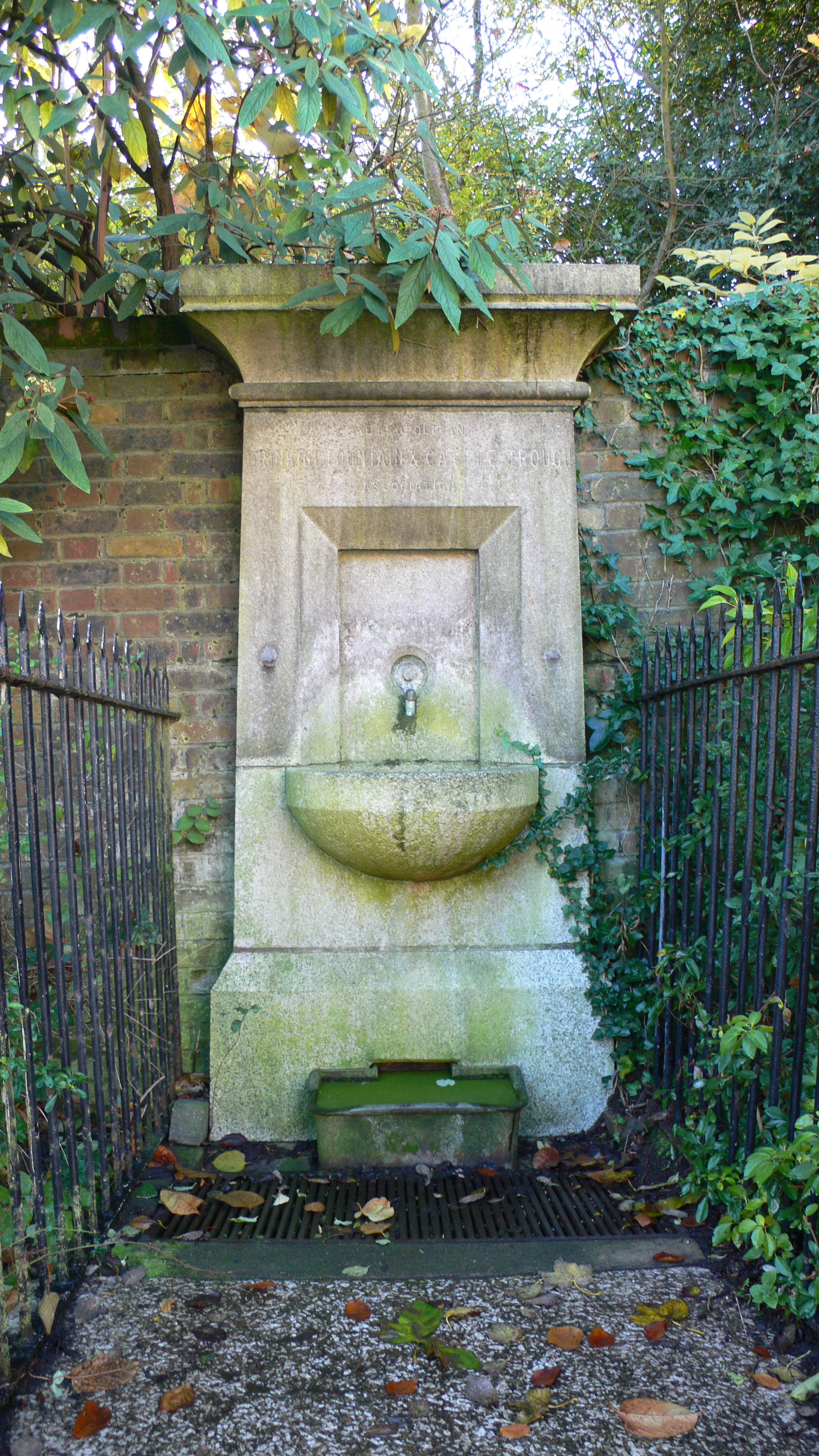
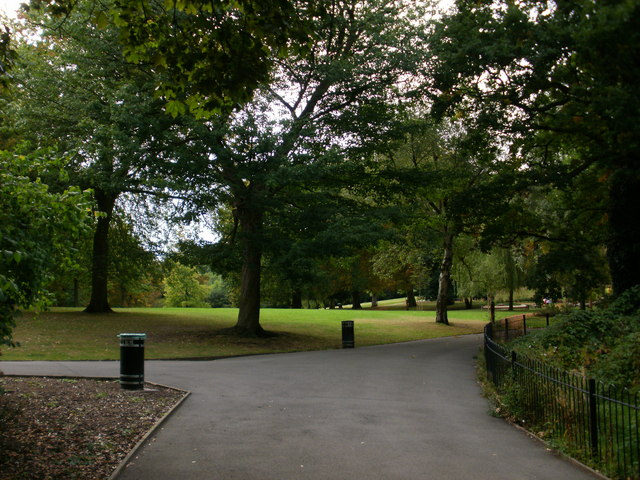